# August Breiský
August Breiský (25. března 1832 Klatovy – 25. května 1889 Vídeň) byl český lékař a pedagog.

## Životopis
Lékařství vystudoval roku 1855 na Karlo-Ferdinandově universitě v Praze, kde potom po tři léta byl asistentem Václava Treitze (1819–1872), vyhlášeného patologického anatoma.
Znal se s Emilem Porthem, jemuž pomáhal při důlních činnostech.
Později mezi léty 1859 až 1861 pracoval pod lékařem a vynikajícím pedagogem Bernhardem Seyfertem (1817–1870), vedoucím gynekologicko-porodnické kliniky v Praze. Následně byl až do roku 1866 ředitelem pražské nemocnice „Handelsspital“. V roce 1865 v Praze habilitoval disertační prací o vlivu kyfózy na utváření pánve. Byl vynikající operatér, zabýval se zejména patologii pánve.
V roce 1866 nastoupil jako profesor porodnictví a gynekologie na lékařskou fakultu do Salcburku a později v létech 1867 až 1874 působil ve stejné funkci v Bernu, kde se stal velikou autoritou. S jejím využitím dosáhl u vlády kantonu Bern postavení nové nemocnice. Do Prahy se vrátil roku 1874, kde obsadil místo profesora porodnictví na Karlo-Ferdinandově universitě až do roku 1886; po rozdělení univerzity v roce 1882 pracoval na německé fakultě. V říjnu roku 1886 nastoupil jako profesor druhé porodnické kliniky Vídeňské všeobecné nemocnice, mj. sehrál také důležitou roli při založení Rakouské společnosti pro gynekologii a porodnictví. Ve Vídni nepůsobil dlouho, již za necelá tři léta ve věku 57 let zemřel.
Jeho syn Walter Breisky se stal rakouským ministrem školství a krátce byl též kancléřem.

## Odborné publikace
Mezi jeho nejvýznamnější spisy věnující se převážně gynekologii a porodnictví patří:

### 1865–1866
- "On the Influence of Kyphosis on the Form of the Pelvis"
- "On the Development of Rational Indications for Extraction in the Case of Presentation of the Pelvic Extremity"

### 1867–1874
- "On the Treatment of Puerperal Hemorrhages"
- "Contributions to the Obstetrical Appreciation of the Narrowing of the Pelvic Outlet"
- "On the Doctrine of Face Presentation"

### 1875–1886
- "On Myomata of the Neck of the Uterus"
- "On Premature Birth"
- "On the Treatment of Puerperal Fever"
- "The Palliative Treatment of Prolapse of the Vagina"

## Poznámka
Po Augustu Breiském je pojmenován gynekologický nástroj – poševní zrcadlo pro vyšetřování a operaci dělohy „Breisky vaginal speculum“.